# Stazione di Atessa
La stazione di Atessa era la stazione ferroviaria capolinea della diramazione da Archi della ferrovia Sangritana. Serviva il centro abitato di Atessa.